# Hampe de drapeau du Caire
La hampe de drapeau du Caire est un mât de drapeau situé au Caire en Égypte. Érigée le 26 décembre 2021 et haute de 201,952 m, elle est la plus haute hampe de drapeau du monde .
En haut du mât flotte un drapeau de l'Égypte.